# Хайреттін Караджа
Хайретті́н Караджа́ (тур. Hayrettin Karaca, нар. 4 квітня 1922, Бандирма, Баликесір — 20 січня 2020) — турецький підприємець, еколог і громадський діяч, основоположник екологічного руху Туреччини і засновник асоціації TEMA для боротьбі проти ерозії ґрунту. Лауреат альтернативної Нобелівської премії (Right Livelihood Award) 2012 року.

## Життєпис
Народився 4 квітня 1922 року у місті Бандирма, що у провінції Баликесір. Його батьки за походженням — кримські татари. Закінчивши школу, влаштувався на роботу на текстильну фабрику, що належала його родині, і зайнявся текстильним бізнесом. Караджа став одним із найуспішніших підприємців Туреччини, хоча його найбільшим уподобанням була природа. У 1950-х роках почав цікавитися живою природою і відвідувати різні ботанічні сади. У 1970-х здійснив низку подорожей по Туреччині і звернув увагу на те, що стан довкілля Туреччини погіршується: його тривожила ерозія ґрунтів (актуальна для 90% території Туреччини) і їх перенасиченість добривами, винищення рідкісних рослин і вирубування лісів під сільськогосподарські угіддя, а також перенасичення ґрунту вологою і невиправдано широке використання пестицидів.
1980 року на кошти Караджі було відкрито ботанічний сад у місті Ялова, де ростуть 14 тисяч видів дерев і близько 3 800 видів рослин. У 1992 році разом з Ніхотм Гьокийгитом він заснував асоціацію TEMA (тур. Türkiye Erozyonla Mücadele Ağaçlandırma ve Doğal Varlıkları Koruma Vakfı «Турецьке товариство боротьби з ерозією та озеленення і захисту природних багатств»), цілями якої стали привернення уваги до екологічних проблем, збереження живої природи в сільській місцевості, захист біологічного різноманіття та відновлення лісів. Завдяки старанням асоціації TEMA було посаджено близько 10 мільйонів різноманітних рослин і дерев.
Асоціація змусила Туреччину ратифікувати в 1994 році Конвенцію ООН про боротьбу проти опустелювання, а також зібрала понад 1 млн. підписів для посилення законодавства про охорону природи. Зараз асоціація налічує 450 тис. осіб (щонайменше 45 тисяч дітей взяли участь в уроках асоціації про охорону природи). На Караджу 2010 року подала в суд шахтарська компанія «Kozak» за те, що він мобілізував жителів села виступити проти будівництва золотої копальні. Суд звинуватив Караджу у підриві виробничого процесу.
2012 року Караджа став лауреатом премії Right Livelihood Award за невтомний захист природи, активізм та підприємливість.